# Lee Young-chang
Đây là một tên người Triều Tiên, họ là Lee.
Lee Young-chang (tiếng Hàn: 이영창; sinh ngày 10 tháng 1 năm 1993) là một cầu thủ bóng đá Hàn Quốc thi đấu ở vị trí thủ môn cho Daejeon Citizen ở K League 2.

## Sự nghiệp
Anh được lựa chọn bởi Chungju Hummel ở đợt tuyển quân K League 2015.